# Dora Dalgıç
Dora Dalgıç (* 19. April 2007 in Istanbul) ist eine türkische Schauspielerin.

## Biografie
Dora Dalgıç wurde am 19. April 2007 in Istanbul geboren. Sie besuchte die Mimar Sinan Güzel Sanatlar Lisesi. Ihr Debüt gab sie 2014 in der Fernsehserie Gönül İşleri. Anschließend trat sie 2015 in Kara Ekmek auf. Außerdem spielte Dalgıç 2016 in Güldür Güldür Show Çocuk mit.
Unter anderem bekam sie 2018 in dem Film Bizim Köyün Şarkısı die Hauptrolle. Ihre nächste Hauptrolle bekam sie 2019 in Can Dostlar. Von 2020 bis 2022 wurde Dalgıç für die Serie Sadakatsız gecastet. Zwischen 2022 und 2023 setzte sie ihre Karriere in Güzel Günler fort.

## Filmografie
Filme
- 2018: Bizim Köyün Şarkısı
- 2019: Can Dostlar

Serien
- 2014: Gönül İşleri
- 2015: Kara Ekmek
- 2016: Güldür Güldür Show Çocuk
- 2020–2022: Sadakatsız
- 2022–2023: Güzel Günler